# Portada/efemèride abril 6
Josep Maria Benet i Jornet
« 5 d'abril · 6 d'abril · 7 d'abril »